# Купена мутовчатая
Купе́на муто́вчатая (лат. Polygonátum verticillatum) — многолетнее травянистое растение, вид рода Купена (Polygonatum) семейства Иглицевые (Ruscaceae).

## Ботаническое описание
Растение 30—60 см высотой.
Стебель гранистый, голый.
Нижние листья сидячие, очерёдные, остальные мутовчато расположенные по 4—8, ланцетные или линейно-ланцетные, заострённые, 7 или 17 см длиной и 1—2,5 см шириной или же линейные 12—15 см длиной и 2—3 см шириной.
Цветоножки голые, выходят из пазух листьев, с 2—3 повислыми цветками. Околоцветник трубчато-колокольчатый, белый, с зубцами наверху с внутренней стороны опушёнными. Тычиночные нити опушённые. Цветёт в июне—июле.
Плод — фиолетово-красная ягода.
Вид описан из Европы.

## Распространение
Северная Европа: Дания, Швеция, Норвегия, Великобритания; Центральная Европа: Австрия, Бельгия, Чехословакия, Германия, Венгрия, Нидерланды, Польша, Швейцария; Южная Европа: Албания, Болгария, Югославия, Италия, Румыния, Франция, Испания (север); территория бывшего СССР: Кавказ (Азербайджан, Грузия); Азия: Афганистан, Турция (северо-восток), Китай, Индия (север), Бутан, Непал, Пакистан.
Растёт в тенистых лесах, на высоте 1500—1800 м над уровнем моря.